# LPGA Taiwan Championship
De LPGA Taiwan Championship is een jaarlijks golftoernooi voor vrouwen, dat deel uitmaakt van de LPGA Tour en de Taiwan LPGA Tour. Het toernooi werd opgericht in 2011 en vindt sinds 2014 plaats op de Miramar Golf & Country Club in Taipei, Taiwan.
Het toernooi wordt over vier dagen gespeeld in een strokeplay-formule en er wordt geen cut toegepast.
Sinds 2014 wordt dit toernooi georganiseerd onder de naam Fubon 2014 LPGA Taiwan Championship.

## Golfbanen
| Jaar      | Golfbaan                    | Plaats  | Info                 |
| --------- | --------------------------- | ------- | -------------------- |
| 2011-2013 | Sunrise Golf & Country Club | Yangmei | Baanrecord: 64 (-8)  |
| 2014-     | Miramar Golf & Country Club | Taipei  | Baanrecord: 62 (-10) |

## Winnaressen
| Jaar                             | Winnares                         | Score                            | Score                            | Info                             |
| Sunrise LPGA Taiwan Championship | Sunrise LPGA Taiwan Championship | Sunrise LPGA Taiwan Championship | Sunrise LPGA Taiwan Championship | Sunrise LPGA Taiwan Championship |
| -------------------------------- | -------------------------------- | -------------------------------- | -------------------------------- | -------------------------------- |
| 2011                             | Yani Tseng                       | 272                              | –16                              |                                  |
| 2012                             | Suzann Pettersen                 | 269                              | –19                              |                                  |
| 2013                             | Suzann Pettersen                 | 279                              | –9                               |                                  |
| Fubon LPGA Taiwan Championship   |                                  |                                  |                                  |                                  |
| 2014                             | Inbee Park                       | 266                              | –22                              |                                  |

| Toernooirecord |  | po = winnares na play-off |